# Gde nachoditsja nofelet?
Gde nachoditsja nofelet? (Где находится нофелет?) è un film del 1987 diretto da Geral'd Bežanov.

## Trama
Il film racconta di un uomo che decide di trovare una sposa per sua cugina, che dovrà affrontare diverse situazioni divertenti in vista.